# 深尾光洋
深尾 光洋（ふかお みつひろ、1951年7月7日 - ）は、日本の経済学者。武蔵野大学経済学部教授、慶應義塾大学名誉教授。元日本経済研究センター理事長。専門は国際金融論、コーポレートガバナンス。

## 経歴
岐阜県岐阜市生まれ。1970年岐阜県立岐阜高等学校卒業。1974年京都大学工学部卒業、日本銀行入行。日本銀行から米国ミシガン大学に留学し、1981年に経済学博士 (Ph.D) を取得。その後、経済企画庁調査局、経済協力開発機構 (OECD) 金融財政政策課エコノミスト、日本銀行金融研究所調査役、日本銀行調査統計局参事などを経て、1997年4月から2017年3月まで慶應義塾大学商学部教授。2003年金融審議会保険の基本問題に関するワーキンググループ専門委員。2011年経済産業研究所プログラムディレクター。2017年4月から武蔵野大学経済学部教授、慶應義塾大学名誉教授。2005年6月から2010年5月まで日本経済研究センター理事長を兼任。

## 受賞
- 日経・経済図書文化賞－著書『為替レートと金融市場』

## 著書

### 単著
- 『為替レートと金融市場――変動相場制の機能と評価』（東洋経済新報社, 1983年）
- 『国際金融』（東洋経済新報社, 1990年）
- Financial Integration, Corporate Governance, and the Performance of Multinational Companies, (Brookings Institution, 1995).
- 『コーポレート・ガバナンス入門』（筑摩書房［ちくま新書］, 1999年）
- 『日本破綻――デフレと財政インフレを断て』（講談社［講談社現代新書］, 2001年）
- 『国際金融論講義』（日本経済新聞出版社, 2010年）

### 共著
- （森田泰子）『企業ガバナンス構造の国際比較』（日本経済新聞社, 1997年）

### 編著
- 『日本の財政・金融問題――人口高齢化と公的部門の課題』（東洋経済新報社, 1986年）
- 『金融用語辞典』（日本経済新聞社［日経文庫］, 1998年）
- 『中国経済のマクロ分析――高成長は持続可能か』（日本経済新聞社, 2006年）

### 共編著
- （植田和男）『90年代の国際金融』（日本経済新聞社, 1991年）
- （岩田一政）『経済制度の国際的調整』（日本経済新聞社, 1995年）
- （植田和男）『金融空洞化の経済分析』（日本経済新聞社, 1996年）
- （岩田一政）『財政投融資の経済分析』（日本経済新聞社, 1998年）
- （日本経済研究センター）『金融不況の実証分析――金融市場情報による政策評価』（日本経済新聞社, 2000年）
- （吉川洋）『ゼロ金利と日本経済』（日本経済新聞社, 2000年）
- （日本経済研究センター）『検証生保危機――データで見る破綻の構図』（日本経済新聞社, 2000年）
- （寺澤達也・小林慶一郎）『バランスシート再建の経済学』（東洋経済新報社, 2001年）
- （日本経済研究センター）『生保危機の真実――民保が弱く簡保が強いのはなぜか』（東洋経済新報社, 2003年）
- （日本経済研究センター）『検証銀行危機――数値が示す経営実態』（日本経済新聞社, 2003年）
- （日本経済研究センター）『検証・日本の収益力――企業・銀行・生保の経営実態』（中央経済社, 2004年）

## 関連人物
- 加藤雅 - 経済企画庁時代に経済白書の執筆を担当した際の上司。